# Vladimír Turčan
Vladimír Turčan (1952. július 24.–) szlovák régész.

## Élete
Gyerekkorát Ruttkán töltötte. Tanulmányait a Comenius Egyetemen végezte, majd 1978-ban a Szlovák Nemzeti Múzeum Régészeti Intézetében (ma múzeum) helyezkedett el.
Római korral és kora középkorral foglalkozik. 1986-2004 között ellenőrző ásatást végzett Stomfán. Számos helyen ásatott, több tudományos rendezvényt szervezett például a germánok régészeti hagyatékát illetően. 2006-ban a Byzantská kultúra a Slovensko, 2009-ben a Bojná – významné kniežacie centrum starých Slovanov című kiállítás szervezője.
A Szlovák Régészeti Társaság tagja.

## Művei
- 1981 Umelecké remeslo v staršom období slovansko-avarskom – Tepané garnitúry. Bratislava
- 2001 Old-Slavonic sanctuaries in Czechia and Slovakia. Studia mythologica Slavica 4, 97-116.
- 2002 Niekoľko menších včasnostredovekých nálezov z juhozápadného Slovenska. Zborník Slovenského národného múzea – Archeológia 12, 45-62.
- 2009 Archeologické pamiatky – Kultúrne krásy Slovenska / Archaeological Monuments – Cultural Heritage of Slovakia (tsz. Jana Kličová)
- 2010 Rímske pamiatky na Strednom Dunaji – Od Vindobony po Aquincum (tsz. Margaréta Musilová)
- 2012 Ein Baukomplex aus der Römischen Kaiserzeit in Stupava. In: Archeológia na prahu histórie
- 2012 Depoty z Bojnej – a včasnostredoveké hromadné nálezy železných predmetov uložené v zbierkach SNM-Archeologického múzea
- 2013 Veľkomoravské hradiská
- 2013 Včasnoslovanská keramika z Bíne. Zbor. SNM – Archeológia 23. (tsz. Jozef Paulík)
- 2014 Včasnostredoveké sídliskové objekty z Lábu.  Zborník Slovenského národného múzea – Archeológia 24, 151-186.
- 2017 Včasnostredoveké sídliskové objekty z Bernolákova. Zborník SNM 111 – Archeológia 27.
- 2019 Včasnostredoveké nálezy z malokarpatských opevnených polôh Dračí Hrádok a Okopanec a hromadný nález kovaní opaska z Modry. In: Hradiská – svedkovia dávnych čias II. Dolná Mariková (tsz. Z. Farkaš)
- 2019 Zánikový horizont stavebného komplexu z doby rímskej v Stupave. In: Kovár, B. – Ruttkay, M. (eds.): Kolaps očami archeológie. Nitra, 159-164.
- 2023 Militáriá zo stavebného komplexu z doby rímskej v Stupave. Študijné zvesti 70/1